# پیترو مالتی
پیترو مالتی (انگلیسی: Pietro Maletti; ۲۴ مهٔ ۱۸۸۰ – ۹ دسامبر ۱۹۴۰) فرد نظامی اهل پادشاهی ایتالیا بود.